# Sami Meguetounif
Sami Meguetounif (Marsiglia, 24 maggio 2004) è un pilota automobilistico francese, attualmente impegnato in Formula 2.

## Carriera

### Formula 4
Meguetounif nel 2019 esordisce in monoposto prendendo parte a diverse gare della Formula 4 francese e della Formula 4 SEA. L'anno seguente prende parte al intera stagione della Formula 4 francese  ottenendo buoni risultati. Meguetounif ottiene otto podi tra cui la vittoria nel Circuito Paul Ricard chiudendo quarto in classifica dietro Ayumu Iwasa, Ren Sato e Isack Hadjar. 
Nel 2021 si unisce al team R-ace GP correndo nella Formula 4 ADAC.

### Formula Regional
Nel 2021 Meguetounif esordisce negli ultimi due round del campionato della Formula Regional europea correndo sempre per il team R-ace GP. Nell'inverno seguente prende parte a tre gare della Formula Regional Asia con il team Evans GP, per poi iscriversi a tempo nel 2022 nella Formula Regional europea con il team olandese MP Motorsport. Nel suo primo anno cmpeto ottiene un ottimo secondo posto come miglior risultati, ottenuto a Spa-Francorchamps dietro Dino Beganovic, campione della serie.
Per la stagione 2023 rimane legato al team MP Motorsport. Questa stagione viene macchiata con la morte a Spa-Francorchamps del suo compagno di team, Dilano van 't Hof. Questo avvedimento fa saltare al team e di conseguenza a Meguetounif il round del Mugello. Per quanto riguarda i risultati, il francese ottiene tre podi, un terzo posto in Catalogna, e due secondi posti, il primo al Paul Ricard e il secondo è arrivato al Red Bull Ring, entrambi dietro al connazionale Alessandro Giusti. Chiude la sua seconda stagione con un ottimo nono posto in classifica.

### Formula 3

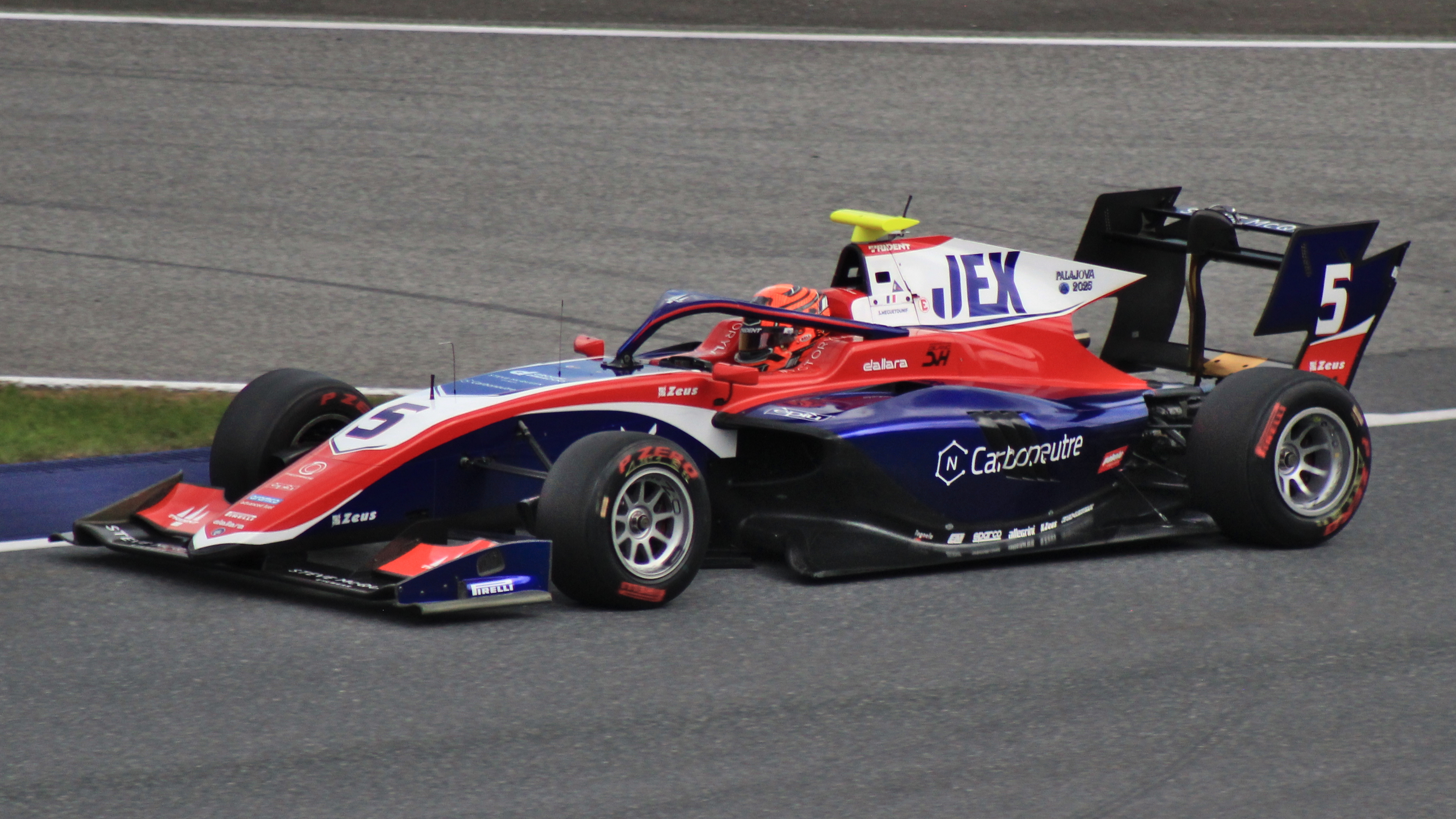
Sami Meguetounif alla guida della Dallara F3 nel 2024

Nel 2024 il pilota francese si unisce al team italiano Trident per prendere parte alla Formula 3, come compagni di team trova l'italiano Leonardo Fornaroli e il messicano Santiago Ramos. Nella sua prima stagione nella serie propedeutica della Formula 1, Meguetounif alterna risultati positivi a quelli negativi, arriva la sua prima vittoria nella seconda gara d'Imola arrivando davanti a Oliver Goethe. Conquista la vittoria anche nel ultimo round della stagione a Monza, risultato che aiuta il suo compagno di team Fornaroli a vincere il campionato. Meguetounif chiude la sua prima stagione in Formula 3 al ottavo posto, secondo tra i Rookie dietro ad Arvid Lindblad.

### Formula 2
Per la stagione 2025 rimase legato al team Trident salendo in Formula 2.

## Risultati

### Riassunto della carriera
| Stagione | Serie                        | Team                       | Gare | Vittorie | Pole | G.V | Podio | Punti | Pos. |
| -------- | ---------------------------- | -------------------------- | ---- | -------- | ---- | --- | ----- | ----- | ---- |
| 2019     | Formula 4 francese           | FFSA Academy               | 3    | 0        | 0    | 0   | 0     | 0     | NC†  |
| 2019     | Formula 4 SEA                | Meritus.GP                 | 4    | 0        | 0    | 1   | 3     | 0     | NC†  |
| 2020     | Formula 4 francese           | FFSA Academy               | 21   | 1        | 2    | 1   | 8     | 183   | 4º   |
| 2021     | Formula 4 ADAC               | R-ace GP                   | 18   | 0        | 0    | 0   | 0     | 61    | 11º  |
| 2021     | Formula 4 italiana           | R-ace GP                   | 6    | 0        | 0    | 0   | 0     | 22    | 19º  |
| 2021     | Formula Regional europea     | R-ace GP                   | 4    | 0        | 0    | 0   | 0     | 0     | NC†  |
| 2022     | Formula Regional Asia        | Evans GP                   | 3    | 0        | 0    | 0   | 0     | 6     | 20º  |
| 2022     | Formula Regional europea     | MP Motorsport              | 19   | 0        | 0    | 0   | 1     | 21    | 16º  |
| 2023     | Formula Regional Middle East | Hyderabad Blackbirds by MP | 15   | 1        | 2    | 0   | 2     | 65    | 10º  |
| 2023     | Formula Regional europea     | MP Motorsport              | 18   | 0        | 0    | 2   | 3     | 75    | 9º   |
| 2024     | Formula 3                    | Trident                    | 20   | 2        | 0    | 0   | 2     | 84    | 8º   |

† Meguetounif era un pilota ospite, non idoneo ad ottenere punti

* Stagione in corso.

### Risultati in Formula Regional europea
(legenda) (Le gare in grassetto indicano la pole position) (Le gare in corsivo indicano Gpv)
| Stagione | Team          | 1   | 2   | 3   | 4   | 5   | 6   | 7   | 8   | 9   | 10  | 11  | 12  | 13  | 14  | 15  | 16  | 17  | 18  | 19  | 20  | Punti | Pos. |
| -------- | ------------- | --- | --- | --- | --- | --- | --- | --- | --- | --- | --- | --- | --- | --- | --- | --- | --- | --- | --- | --- | --- | ----- | ---- |
| 2021     | R-ace GP      | IMO | IMO | CAT | CAT | MON | MON | LEC | LEC | ZAN | ZAN | SPA | SPA | RBR | RBR | VAL | VAL | MUG | MUG | MNZ | MNZ | -     | NC   |
| 2021     | R-ace GP      |     |     |     |     |     |     |     |     |     |     |     |     |     |     |     |     | 22  | 20  | 15  | 13  | -     | NC   |
| 2022     | MP Motorsport | MNZ | MNZ | IMO | IMO | MON | MON | LEC | LEC | ZAN | ZAN | HUN | HUN | SPA | SPA | RBR | RBR | CAT | CAT | MUG | MUG | 21    | 16°  |
| 2022     | MP Motorsport | 9   | 11  | Rit | NP  | 15  | 11  | 15  | 19  | 13  | 16  | 17  | Rit | 2   | 11  | 11  | 15  | 20  | 21  | 16  | 28  | 21    | 16°  |
| 2023     | MP Motorsport | IMO | IMO | CAT | CAT | HUN | HUN | SPA | SPA | MUG | MUG | LEC | LEC | RBR | RBR | MNZ | MNZ | ZAN | ZAN | HOC | HOC | 75    | 9°   |
| 2023     | MP Motorsport | 17  | 22  | Rit | 3   | 11  | 7   | Rit | 9   |     |     | 2   | 14  | 6   | 2   | Rit | 10  | 12  | 9   | 13  | Rit | 75    | 9°   |

### Risultati in Formula 3
(legenda) (Le gare in grassetto indicano la pole position) (Le gare in corsivo indicano Gpv)
| Anno | Team    | 1   | 2   | 3   | 4   | 5   | 6   | 7   | 8   | 9   | 10  | 11  | 12  | 13  | 14  | 15  | 16  | 17  | 18  | 19  | 20  | Punti | Pos. |
| ---- | ------- | --- | --- | --- | --- | --- | --- | --- | --- | --- | --- | --- | --- | --- | --- | --- | --- | --- | --- | --- | --- | ----- | ---- |
| 2024 | Trident | SAK | SAK | MEL | MEL | IMO | IMO | MON | MON | CAT | CAT | RBR | RBR | SIL | SIL | HUN | HUN | SPA | SPA | MNZ | MNZ | 84    | 8º   |
| 2024 | Trident | 10  | 4   | 17  | 12  | Rit | 1   | Rit | Rit | Rit | 15  | 10  | 20  | 8   | 12  | 10  | 25  | 27  | 5   | 5   | 1   | 84    | 8º   |

### Risultati in Formula 2
(legenda) (Le gare in grassetto indicano la pole position) (Le gare in corsivo indicano Gpv)
| Stagione | Team    | 1   | 2   | 3   | 4   | 5   | 6   | 7   | 8   | 9   | 10  | 11  | 12  | 13  | 14  | 15  | 16  | 17  | 18  | 19  | 20  | 21  | 22  | 23  | 24  | 25  | 26  | 27  | 28  | Punti | Pos. |
| -------- | ------- | --- | --- | --- | --- | --- | --- | --- | --- | --- | --- | --- | --- | --- | --- | --- | --- | --- | --- | --- | --- | --- | --- | --- | --- | --- | --- | --- | --- | ----- | ---- |
| 2025     | Trident | ALB | ALB | BHR | BHR | JED | JED | IMO | IMO | MON | MON | CAT | CAT | RBR | RBR | SIL | SIL | SPA | SPA | HUN | HUN | MNZ | MNZ | BAK | BAK | LUS | LUS | YMC | YMC | 1*    |      |
| 2025     | Trident | Rit | C   | 13  | 15  | 16  | Rit | 21  | 10  | 16  | 12  | 9   | 12  |     |     |     |     |     |     |     |     |     |     |     |     |     |     |     |     | 1*    |      |

* Stagione in corso.